# Diva (filme)
Diva é um filme de drama francês de 1981 dirigido por Jean-Jacques Beineix, baseado no romance homônimo de Daniel Odier.
Foi selecionado como representante da França à edição do Oscar 1982, organizada pela Academia de Artes e Ciências Cinematográficas.

## Elenco
- Frédéric Andréi - Jules
- Wilhelmenia Wiggins Fernandez - Cynthia Hawkins
- Roland Bertin - Weinstadt
- Richard Bohringer - Gorodish
- Gérard Darmon - L'Antillais
- Chantal Deruaz - Nadia
- Jacques Fabbri - Jean Saporta
- Patrick Floersheim - Zatopek
- Thuy An Luu - Alba
- Dominique Pinon - Le Curé